# Potjiekos

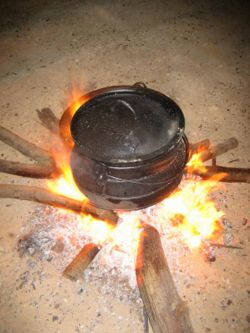
Potjiekos wird in einem gusseisernen Gefäß über Holzfeuer gegart

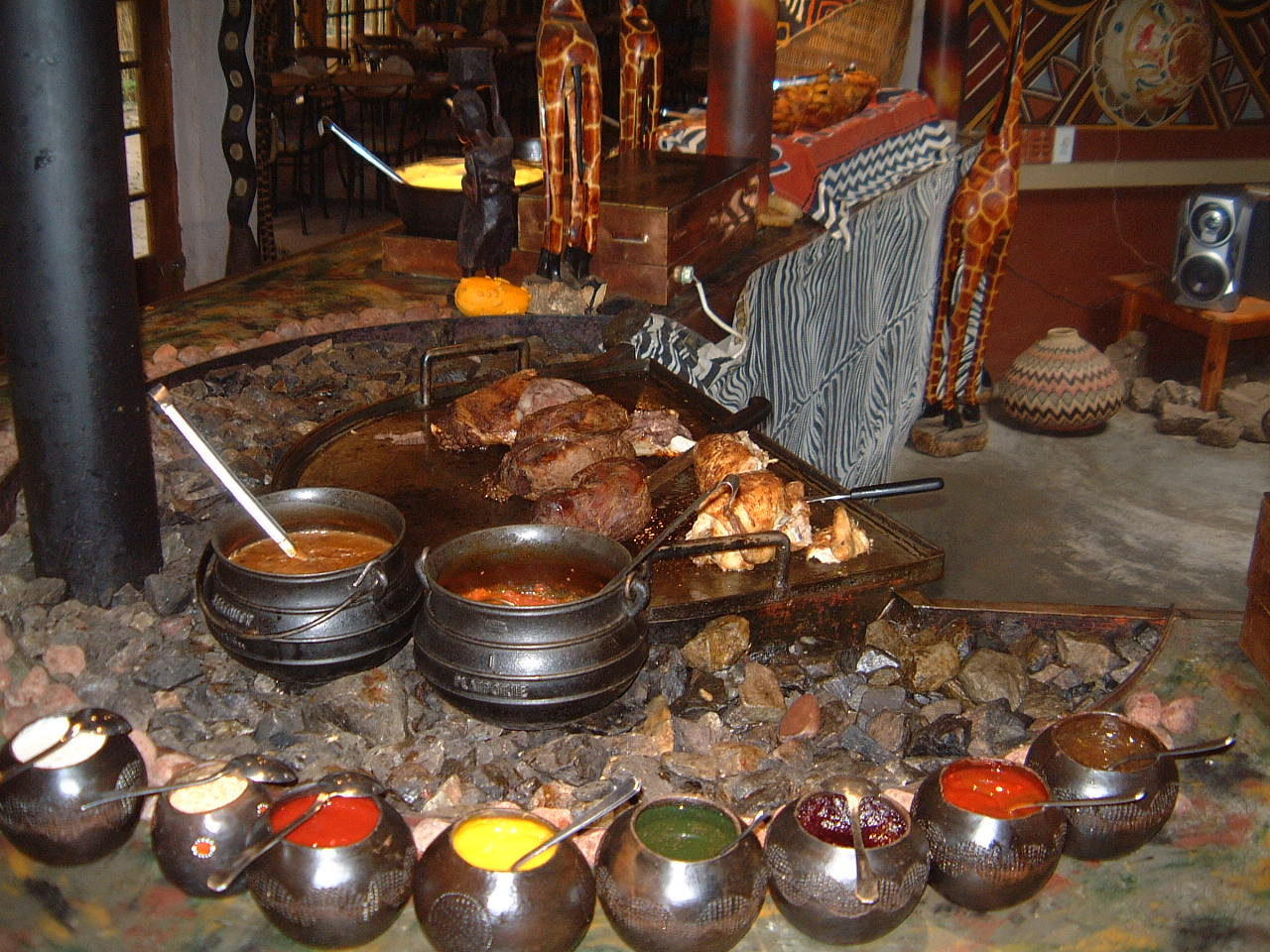
Potjiekos erfreut sich auch bei schwarzen Südafrikanern großer Beliebtheit: Restaurant im Lesedi Traditional Village

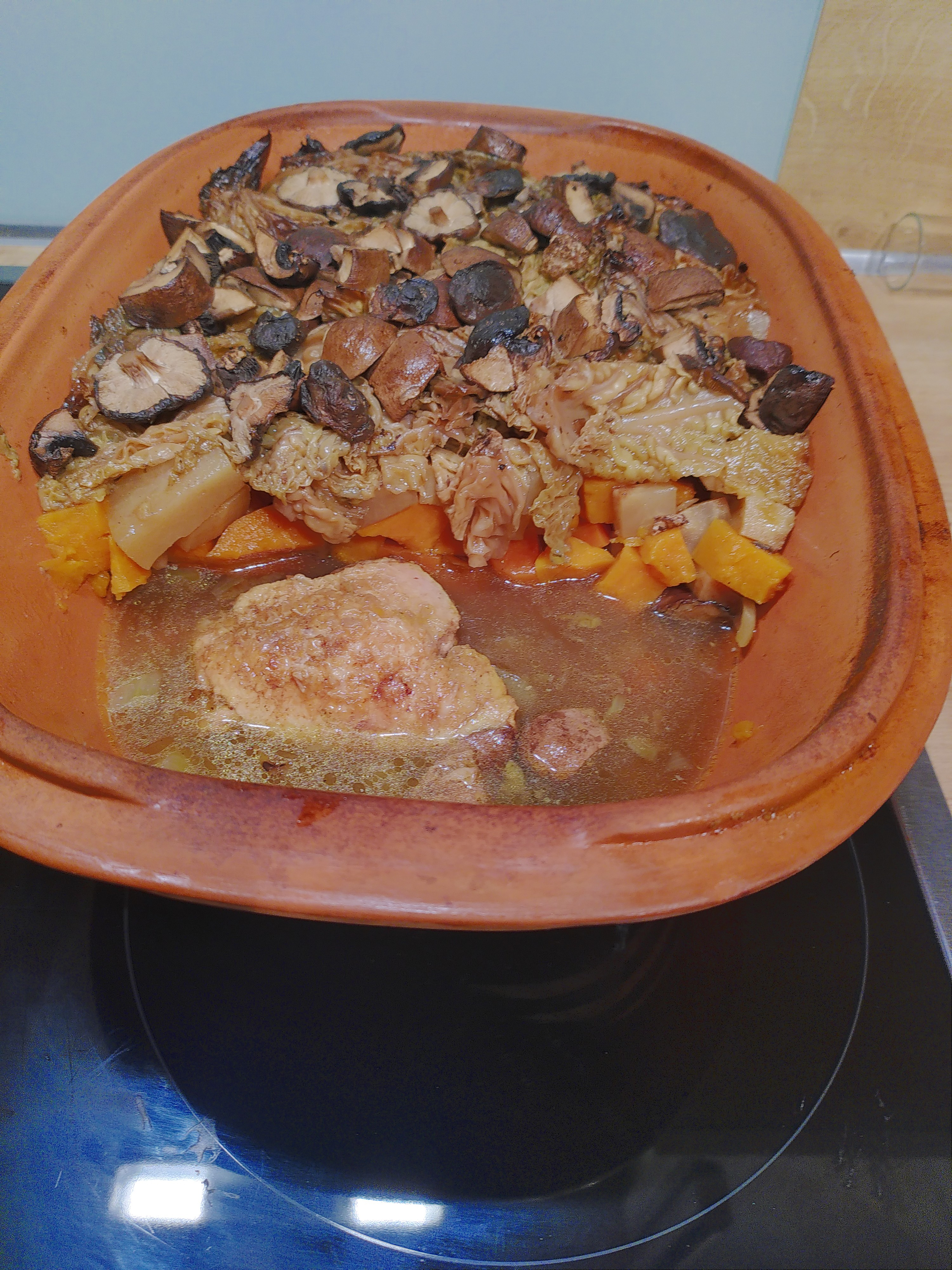
Schichtaufbau eines Potjiekos im Römertopf

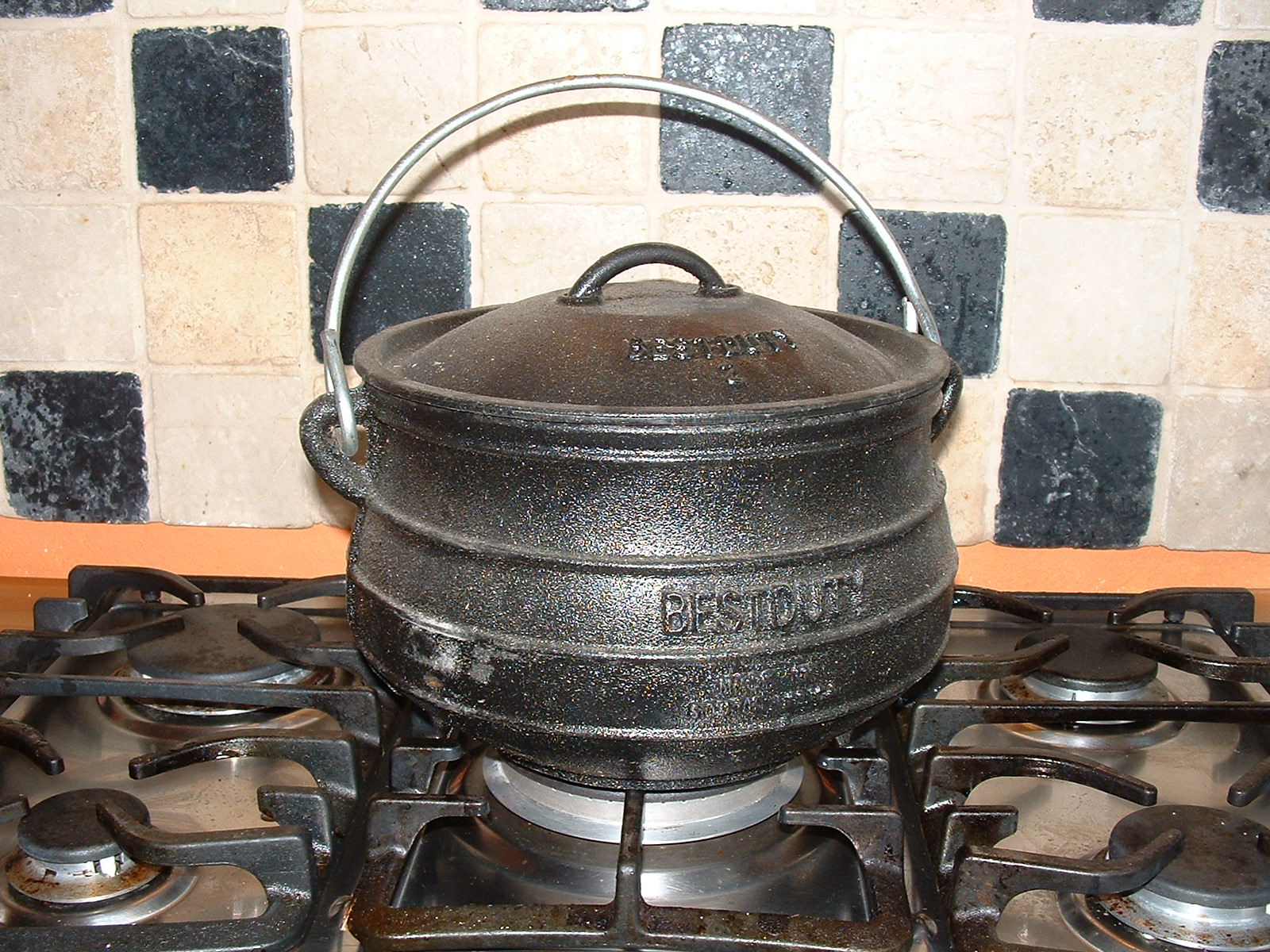
Platpotjie auf dem Küchenherd

Potjiekos (abgeleitet von den afrikaansen Substantiven potjie ‚kleiner Topf‘ und kos ‚Essen‘, ‚Nahrung‘, gesprochen ‚Poikikos‘) ist ein traditionelles südafrikanisches Eintopfgericht, das in einem großen runden dreibeinigen Gefäß aus Gusseisen mit einem lose aufgesetzten Deckel langsam über einem Holzfeuer gegart wird.
Der gusseiserne Kessel hat seinen Ursprung ebenso wie das Eintopfgericht, das in ihm geschmort wurde – der hutspot – in den Niederlanden. 1652 gelangten das Gefäß und die dafür benutzte Kochmethode mit niederländischen Siedlern ans Kap der Guten Hoffnung. Während des Großen Trecks der burischen Voortrekker in das Landesinnere Südafrikas fand das Gefäß allmählich auch Verbreitung unter der schwarzen Bevölkerung. Heute findet man es in allen ländlichen Gegenden des südlichen Afrikas.

## Kulturgeschichte
Der Ursprung der südafrikanischen Potjiekos lässt sich bis in die Zeit des Achtzigjährigen Krieges (1568–1648) zurückverfolgen, als die Niederländer ihren Freiheitskrieg gegen die Spanier führten. Als die Stadt Leiden gegen Ende des Krieges von spanischen Truppen belagert wurde, begann die ausgehungerte Bevölkerung alles Essbare in großen gusseisernen Töpfen zu garen. Erst später, in Friedenszeiten, wurde das aus der Not geborene Gericht nach und nach mit Gewürzen und erleseneren Zutaten verfeinert.
Am Kap wurde das Schmorgericht, das die Niederländer hutspot nannten, dank des reichlichen Nahrungsangebotes weiterentwickelt. Es waren vor allem Jäger und nomadisierende Farmer, die trekboere, die aus Bequemlichkeit gusseiserne Gefäße für die Nahrungszubereitung mit sich führten – diese konnten an einem Haken hängend in Ochsenwagen mitgeführt werden, benötigten nur vergleichsweise wenig Feuerholz und mussten, während das Essen langsam schmorte, nicht weiter beaufsichtigt werden.
Gewöhnlich führten die Treckburen nur das Nötigste an Nahrungsmitteln mit sich – Mehl, Reis, manchmal auch getrocknetes oder Pökelfleisch, jedoch keine frische Zutaten wie Gemüse. Nahrung pflanzlichen Ursprungs – veldkos genannt – konnte bei Gelegenheit gepflückt werden, für frisches Wildfleisch ging man auf die Jagd. Bei Bedarf konnte in dem Gusseisentopf auch Brot „gebacken“ werden, während die Potjiekos schmorte. Der zubereitete Teig wurde zum Schluss in das schichtweise befüllte Gefäß gegeben und garte obenauf im heißen Dampf.
Während des Burenkrieges war es den burischen Kämpfern, die sich nur zu Pferde fortbewegten, nicht möglich, schweres Kochgeschirr mit sich zu führen. So wurde Potjiekos kurzerhand in Büchsenfleischdosen geschmort. Die Versorgung der Männer mit Nahrungsmitteln übernahmen Frauen von nahegelegenen Farmen.
Nach dem Krieg erfreute sich Potjiekos weiterhin großer Beliebtheit. Das Schmoren der Potjiekos über offenem Feuer wurde zu einem Wochenendvergnügen und zum Mittelpunkt eines geselligen Beisammenseins. Traditionell beschränkte sich die Rolle der Frauen auf den Einkauf und die Vorbereitung der Zutaten, während der männliche Gastgeber den Schmortopf und das Feuer beaufsichtigte.
Potjiekos ist heute – neben Boerewors, Biltong, Melktert, Koeksisters, Afval und Bobotie – in seinen zahllosen Variationen ein fester Bestandteil der traditionellen südafrikanischen Küche und ein beliebtes Freizeitvergnügen, das sich dank der Einwanderung von Südafrikanern auch in Großbritannien, Australien, Neuseeland und den Niederlanden zu einem wichtigen sozialen Bindeglied entwickelt hat. Die Einladung zu einem Potjiekosessen kommt der Aufnahme in den engeren Freundeskreis des Gastgebers gleich.
Potjiekos-Kochwettbewerbe erfreuen sich überall in Südafrika großer Beliebtheit, während der afrikaanse Sänger Anton Goosen dem Gericht ein Lied gewidmet hat. Die Voortrekkers, eine Kulturvereinigung der afrikaanssprachigen Südafrikaner, verleiht ihr Armbindenemblem erst nach dem erfolgreichen Absolvieren eines Potjiekos-Kurses.

## Zubereitung
Es gibt aufgrund der Entstehungsgeschichte kein feststehendes Rezept. Grundsätzlich können alle Fleischsorten und jedes Gemüse verwendet werden, was mitunter zu leidenschaftlichen Diskussionen über den vermeintlich richtigen Inhalt des Potjiekos führt. Gemein ist aber allen Varianten, dass zunächst Fleisch und Zwiebeln angebraten werden, und die auf die Zutaten abgestimmte Würzung kräftig ausfällt. Danach werden verschiedene Gemüse Schicht für Schicht in den Topf gegeben. Zutaten mit längerer Garzeit wie Wurzelgemüse kommen nach unten. Nach Belieben wird noch etwas Wasser, Brühe, Wein oder auch Bier angegossen, auch um ein Anbrennen während der langen Garzeit zu vermeiden. Es gibt auch vegetarische Varianten mit Seitan statt Fleisch, oder auch nur aus Gemüse.
Nach dem Befüllen wird der Topf verschlossen und für mehrere Stunden bei niedriger Hitze gegart. Im Gegensatz zum Eintopf der europäischen Küche werden die Zutaten nicht vermischt, und es wird nicht umgerührt.
Eine beispielhafte Zusammensetzung von unten nach oben ist Lammfleisch, Zwiebeln, Möhren, Kartoffeln, Kohl und Pilze. Als Beilage wird oft Pap oder Reis gereicht, vor allem wenn nur wenige Kartoffeln im Eintopf sind.